# Giorgio Enzo
Giorgio Enzo (Maccarese, 19 gennaio 1962) è un ex calciatore italiano, di ruolo centrocampista.

## Carriera
Ha giocato in Serie A con Lecce e Ascoli.
Ha vestito anche le maglie di Atalanta, Torino, Taranto, Massese, Savona, Cerretese e Frascati.

## Palmarès

### Competizioni nazionali
- Campionato italiano Serie C1: 1

Atalanta: 1981-1982 (girone A)
- Campionato italiano di Serie B: 2

Lecce: 1984-1985 (ex aequo con il Pisa)
Torino: 1989-1990